# Bethlen Elek (író)
Bethlen Elek (bethleni gróf) (Üreg, 1777. március 20. – Pest, 1841. február 11.) császári és királyi kamarás, író.

## Élete
Gróf Bethlen Pál lovassági tábornok és báró Kemény Krisztina fiaként született. Miután a göttingeni egyetemen befejezte tanulmányait, Miksa főhercegnek, az erdélyi 1809–1810. inszurrekcionális (nemesi felkelő) főparancsnoknak hadsegédje lett. 1835. március 23-ától az erdélyi királyi főkormányszék tanácsosa volt. Előszeretettel és nagy felkészültséggel foglalkozott magyar történeti és közgazdasági tárgyakkal. A hazai diplomatikában igen jártas volt. Anyanyelvén kívül beszélte a latin, a német, a francia, az olasz és a román nyelvet. Nyomtatott műveit nem magyar, hanem német nyelven írta, hogy hazáját és az arra vonatkozó tudnivalókat a külfölddel könnyebben megismertethesse.

## Művei
- Halálfő. Kétfelvonásos vígjáték, fordította G. B. E. Kolozsvár/Szeben, 1793.
- Ansichten von Siebenbürgen. Pest, 1818.
- Vestigia illustris familiae della Genga in Transilvania. Claudiopoli, 1826. (Ism. Hasznos Mulats. 1827. l. 291.)
- Geschichtliche Darstellung des deutschen Ordens in Siebenbürgen. Wien/Leipzig, 1834.

Kéziratban több munkát hagyott hátra. Eulalia és Meinau, Ziegler Fr. V. ötfelvonásos szomorújátékát fordította (előadták Pesten 1811. július 18. Kézirata a nemzeti színház levéltárában); göttingai, coburgi s koppenhágai útinaplói 1795–97-ből (ism. Torma Károly a Kolozsvári N. Naptárban, 1867.); emlékirat az erdélyi inszurrekcióról 1809–1810-ből; Ideen eines siebenbürgischen Patrioten 1809-ből, melyet Miksa főhercegnek nyújtott be. Történeti, közgazdasági s művelődéstörténeti jegyzeteinek és okmánygyűjteményének tárgy szerinti lajstroma (121 szám) közölve van a Századokban (1887. 352 l.).
Cikkei a Hasznos Mulatságokban, Hon és Külföldben (1842. Szilágyság) és a külföldi német lapokban, nevezetesen a Hormayr Archivjában (1822.) jelentek meg.